# Estação Botucatu
A Estação ferroviária de Botucatu é uma estação ferroviária desativada, existente na cidade homônima paulista. Aberta em 1889 pela Estrada de Ferro Sorocabana, a estação funcionou para atendimento de passageiros e cargas até 1999 quando foi desativada. Seu edifício, construído em 1934, foi tombado pelo Condephaat em 2012.

## História
A estação de Botucatu foi aberta como terminal provisório da Linha Tronco da Estrada de Ferro Sorocabana em 20 de abril de 1889, quando o primeiro trem partiu da cidade às 6h15 rumo a São Paulo. 
Construída pelo empreiteiro italiano José Giorgi, inicialmente era localizada fora do então perímetro urbano da cidade, tendo sido construído um hotel ao lado da estação para abrigar os viajantes. A construção da linha e da estação fora do perímetro se deu por falta de apoio dos comerciantes e fazendeiros locais. Com a expansão da Linha Tronco rumo ao interior trazendo maior movimento para a ferrovia, surgiu um novo núcleo habitacional, o loteamento Vila dos Lavradores, que acabou instalado ao lado da estação.
Em 1906, no fim da gestão estatal da Sorocabana, a primitiva estação recebeu sua primeira ampliação. Apesar de uma segunda ampliação realizada na década de 1920, a estação continuava pequena para o crescente movimento de passageiros.
| Embarque de passageiros na estação Botucatu                                                          | Embarque de passageiros na estação Botucatu | Embarque de passageiros na estação Botucatu | Embarque de passageiros na estação Botucatu | Embarque de passageiros na estação Botucatu | Embarque de passageiros na estação Botucatu | Embarque de passageiros na estação Botucatu | Embarque de passageiros na estação Botucatu |
| Ano                                                                                                  | 1900                                        | 1908                                        | 1912                                        | 1920                                        | 1924                                        | 1927                                        | 1930                                        |
| --- | ------------------------------------------- | ------------------------------------------- | ------------------------------------------- | ------------------------------------------- | ------------------------------------------- | ------------------------------------------- | ------------------------------------------- |
| Passageiros                                                                                          | 27554 (5212 1ª Classe)                      | 28072 (4940 1ª Classe)                      | 49456 (10771 1ª Classe)                     | 62043 (19126 1ª Classe)                     | 78507 (25580 1ª Classe)                     | 83926 (27392 1ª Classe)                     | 71632 (21603 1ª Classe)                     |
| Fontes:Relatórios Anuais da Estrada de Ferro Sorocabana de 1900, 1908, 1912, 1920, 1924, 1927 e 1930 |                                             |                                             |                                             |                                             |                                             |                                             |                                             |

Na década de 1930 a Sorocabana contratou o escritório Azevedo e Travassos para projetar uma nova edificação para a estação.  A obra foi realizada pela empresa Camargo e Mesquita, Engenheiros, Arquitetos e Construtores. A nova estação de Botucatu foi inaugurada em 16 de maio de 1934. Após sessenta e quatro anos de funcionamento ininterrupto (onde passou a ser gerida da Sorocabana para a Fepasa em 1971 e em 1998 pela concessionária Ferroban), a estação foi desativada após a passagem do ultimo trem de passageiros em 16 de janeiro de 1999. Em 2001 a estação foi transferida para a prefeitura de Botucatu. Durante anos a edificação ficou abandonada, sendo invadida e depredada. 
Tombada como patrimônio histórico pelo Condephaat em 2012, a estação foi restaurada entre 2012 e 2016 a um custo de 1 milhão de reais.  
Em 6 de setembro de 2016, a prefeitura de Botucatu aprovou a Lei Ordinária número 5861 que batizou o prédio da estação de Botucatu “Engenheiro Nelson Dib Saad”, ex diretor regional da Estrada de Ferro Sorocabana e ex gerente regional da Ferrovia Paulista S.A. 
A estação restaurada foi reinaugurada pela prefeitura de Botucatu em 22 de setembro de 2016.